# Quaestus avicularis
Quaestus avicularis es una especie de escarabajo del género Quaestus, familia Leiodidae. Fue descrita por Salgado en 1985.

## Distribución
Se encuentra en España.